# Juan de Dios Peña Rojas
Juan de Dios Peña Rojas, (Acequias, 8 de marzo de 1967) es un obispo catolico venezolano. Actual obispo de la Diócesis de El Vigía-San Carlos del Zulia en Venezuela.

## Nacimiento
Monseñor Juan de Dios Peña Rojas nació el 8 de marzo de 1967 en Acequias Municipio Campo Elías estado Mérida, donde vivían sus padres Rafael Peña y Juana Rojas de Peña y sus hermanos Jesús Alirio Peña Rojas y Rafaela Peña Rojas.

## Ordenación sacerdotal
El 1 de diciembre de 1991, se le confiere la ordenación Diaconal, un año después; el 22 de agosto de 1992 recibe la ordenación presbiteral en la Catedral Inmaculada Concepción de Mérida de manos del monseñor Baltazar Enrique Porras Cardozo, arzobispo de la Arquidiócesis de Mérida.

## Estudios
+ Bachillerato en Teología Por la Pontificia Universidad Javeriana de Bogotá (1992).
+ Licenciado en Teología de la Universidad Santa Rosa de Lima de Caracas (1992). 
+ Licenciado en Historia Eclesiástica  de la Pontificia Universidad Gregoriana de Roma, Durante los años 1997 al 2000
(Durante este periodo de tiempo el padre Peña Rojas residió en la antigua sede del Colegio Venezolano, convirtiéndose así en el primer obispo egresado del colegio).

## Episcopado

### Obispo de El Vigía-San Carlos del Zulia
El 17 de abril de 2015, el Papa Francisco lo nombró III Obispo de la Diócesis de El Vigía-San Carlos del Zulia.
Recibió la Consagración Episcopal el 4 de julio siguiente, por el Excmo. Mons. Baltazar Porras, junto con 20 obispos y más de 200 presbíteros.
Durante su ministerio pastoral ha sido, entre otros, formador de seminario, asesor pastoral, director administrativo de la curia, presidente de instituto escolástico, párroco, miembro y secretario del consejo presbiteral, rector, asesor diocesano y miembro del consejo de consultores. Presidente de la Comisión de Historia del Proceso de Beatificación y Canonización de la Sierva de Dios Madre Georgina Febres-Cordero, fundadora de la Congregación de Hermanas Dominicas de Santa Rosa de Lima, Mérida-Venezuela.

## Rector del Seminario Mayor de Mérida
Antes de ser nombrado obispo por el papa Francisco, trabajaba en su labor pastoral como rector del Seminario San Buenaventura de la Arquidiócesis de Mérida (Venezuela)